# Centese Calcio 1989-1990
Questa pagina raccoglie le informazioni riguardanti la Centese Calcio nelle competizioni ufficiali della stagione 1989-1990.

## Rosa
| N. |                   | Ruolo | Calciatore          |
| -- | ----------------- | ----- | ------------------- |
|    | Italia (bandiera) | C     | Giovanni Archimede  |
|    | Italia (bandiera) | D     | Giordano Caini      |
|    | Italia (bandiera) | A     | Dimitri Carderoni   |
|    | Italia (bandiera) | P     | Riccardo Cervellati |
|    | Italia (bandiera) | D     | Roberto Civolani    |
|    | Italia (bandiera) | C     | Federico Farolfi    |
|    | Italia (bandiera) | D     | Danilo Ferrari      |
|    | Italia (bandiera) | A     | Mirco Gubellini     |
|    | Italia (bandiera) |       | Lega                |
|    | Italia (bandiera) | C     | Riccardo Maritozzi  |

| N. |                   | Ruolo | Calciatore          |
| -- | ----------------- | ----- | ------------------- |
|    | Italia (bandiera) | D     | Rossano Mocci       |
|    | Italia (bandiera) | A     | Alessandro Modena   |
|    | Italia (bandiera) | C     | Massimo Pavanel     |
|    | Italia (bandiera) | C     | Gianluca Ricci      |
|    | Italia (bandiera) | A     | Giuseppe Signorotti |
|    | Italia (bandiera) | D     | Giuseppe Spampinato |
|    | Italia (bandiera) | D     | Guido Tosi          |
|    | Italia (bandiera) | C     | Fabio Visca         |
|    | Italia (bandiera) | A     | Mauro Viviani       |
|    | Italia (bandiera) | D     | Luigi Zubiani       |